# Evangelische Kirche Atzenhain

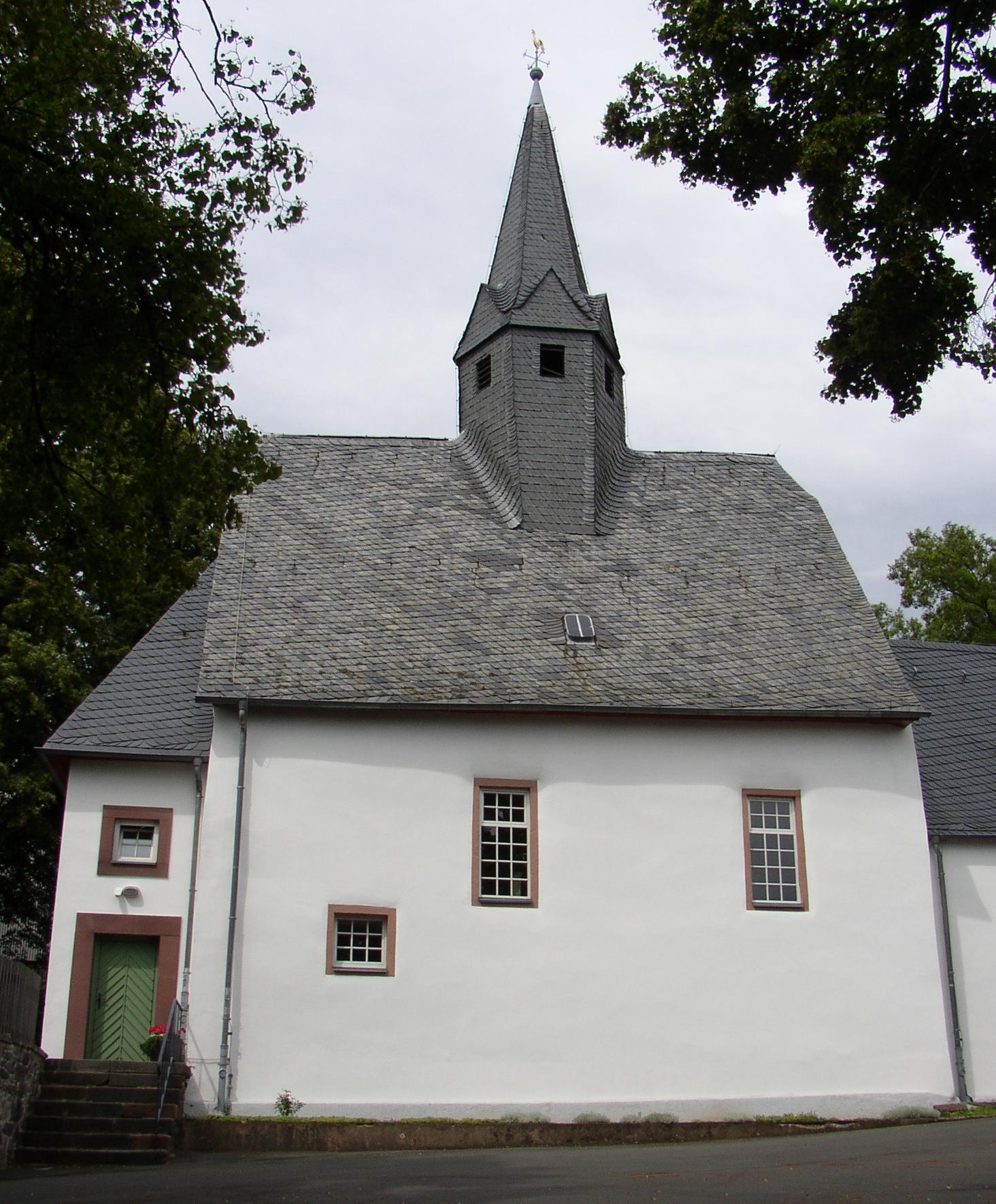
Evangelische Kirche

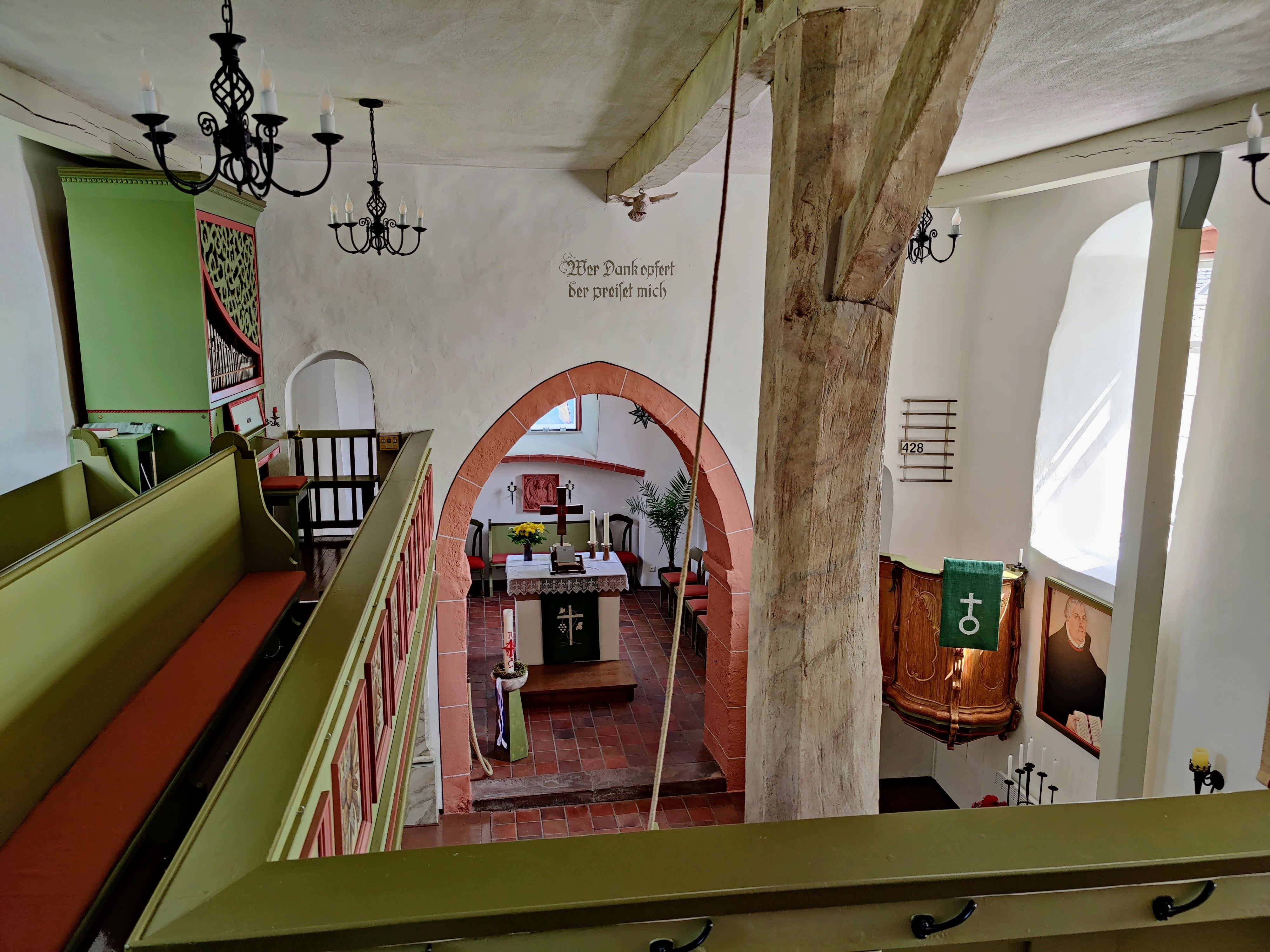
Innenraum (2021)

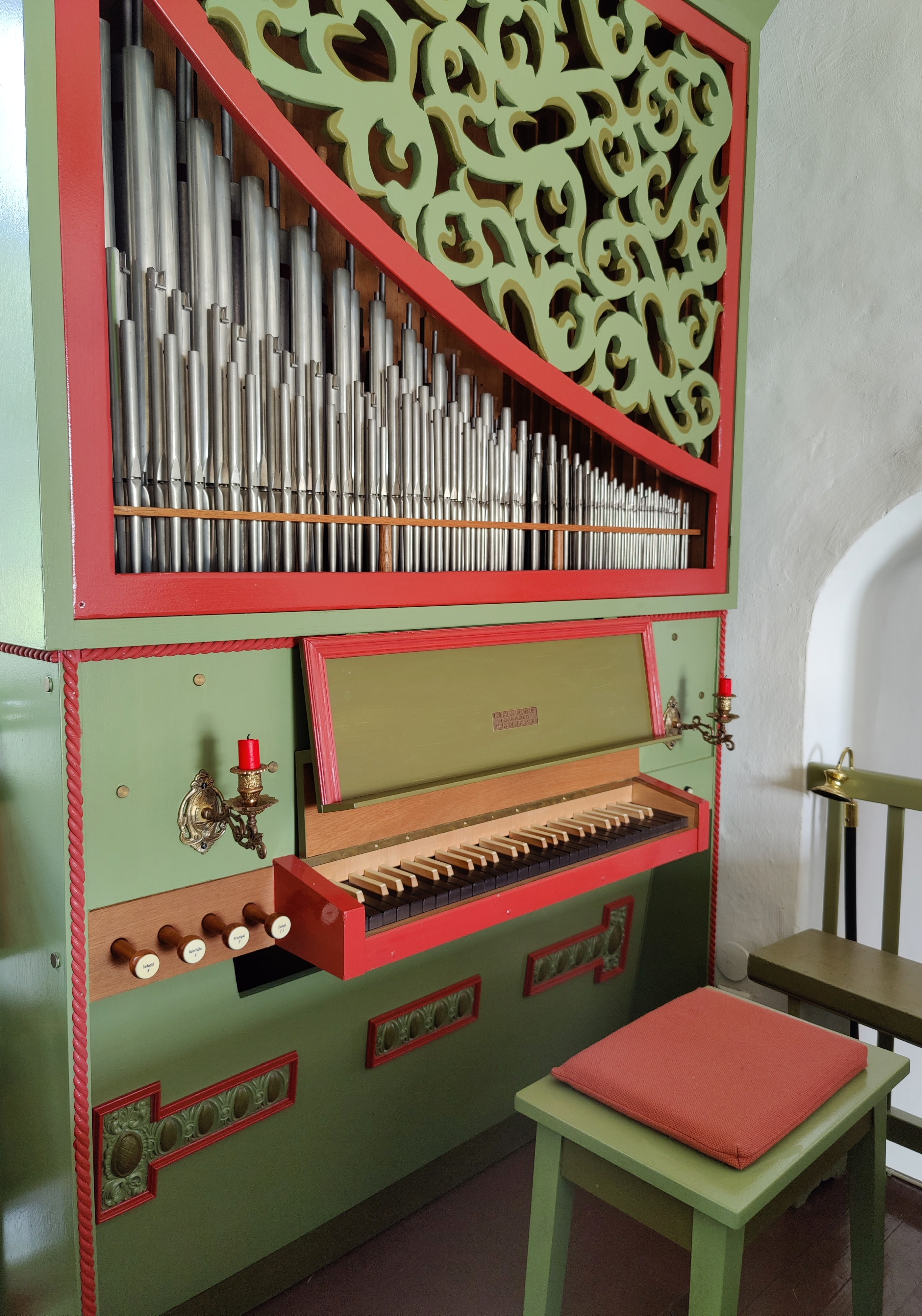
Orgel

Die evangelische Kirche ist ein denkmalgeschütztes Kirchengebäude in Atzenhain, einem Ortsteil der Gemeinde Mücke im Vogelsbergkreis (Hessen). Sie gehört zur Kirchengemeinde Nieder-Ohmen im Dekanat Vogelsberg in der Propstei Oberhessen der Evangelischen Kirche in Hessen und Nassau.

## Geschichte und Architektur
Die kleine, weiß verputzte Kirche in Ortsmitte ist geostet. Ein mächtiger Holzpfeiler trägt einen Längsbalken in der Mitte des Kirchenschiffs und teilt dieses so in zwei etwa gleich breite Schiffe. Zwei weitere Holzpfeiler stehen so nahe an den Längswänden, dass sich dadurch keine Schiffe ergeben. Mithin ist das Kirchenschiff eine – wegen der Flachdecke ungewöhnliche – Einstützenhalle. Der gotische Bau mit niedrigerem und eingezogenem Rechteckchor hat einen Dachreiter mit Spitzhelm über sechs Giebeln. Die älteste Glocke stammt aus dem Jahr 1311 und trägt eine Inschrift mit dem Namen der hl. Barbara. Der westliche Vorbau mit Satteldach aus den 1980er Jahren führt einerseits zum Emporenaufgang und andererseits zur Replik des Westportals, das historisierende Eisenbeschläge aufweist. Rechteckfenster belichten den Innenraum. Ein stumpfer Spitzbogen mit Quaderbemalung öffnet den Chor zum Kirchenraum.
Die letzte Kirchenrenovierung erfolgte 2020. Seit 2021 trägt das Gotteshaus den Namen St.-Barbara-Kirche.

## Ausstattung
Im Inneren ruht der Unterzug auf einer mittelalterlichen Deckenstütze. Im Nordwesten ist eine Winkelempore eingebaut, dessen kassettierte Füllungen mit Blumen und Obst bemalt sind. Die Kanzel wurde im Rokoko gefertigt.
Im kleinen Chor sind zwei Sakramentsnischen aus vorreformatorischer Zeit erhalten. Die hölzerne Flachdecke ist mit Sternen bemalt. Auf dem steinernen Blockaltar trägt das Altarkreuz ein frühgotisches Kruzifix. Ein Sandsteinrelief hinter dem Altar erinnert an die hl. Barbara und ihr vermutetes Patrozinium.

## Orgel
Das kleine, 4-registrige pedallose Instrument wurde 1967 von der Orgelbaufirma Förster & Nicolaus erbaut. Die Disposition lautet:
| Manual C–f3 |    |
| Gedackt     | 8′ |
| Rohrflöte   | 4′ |
| Prinzipal   | 2′ |
| Zimbel II   |    |